# Клиновое (Бахмутский район)
Клино́вое (укр. Клинове) — село в Бахмутской городской общине Бахмутского района Донецкой области Украины.
Население по переписи 2001 года составляет 826 человек. Почтовый индекс — 84562. Телефонный код — 6274.

## История
Клиновое основано в начале XIX века как хутор, населенный выходцами из города Бахмут